# Fasanenschlösschen (Moritzburg)

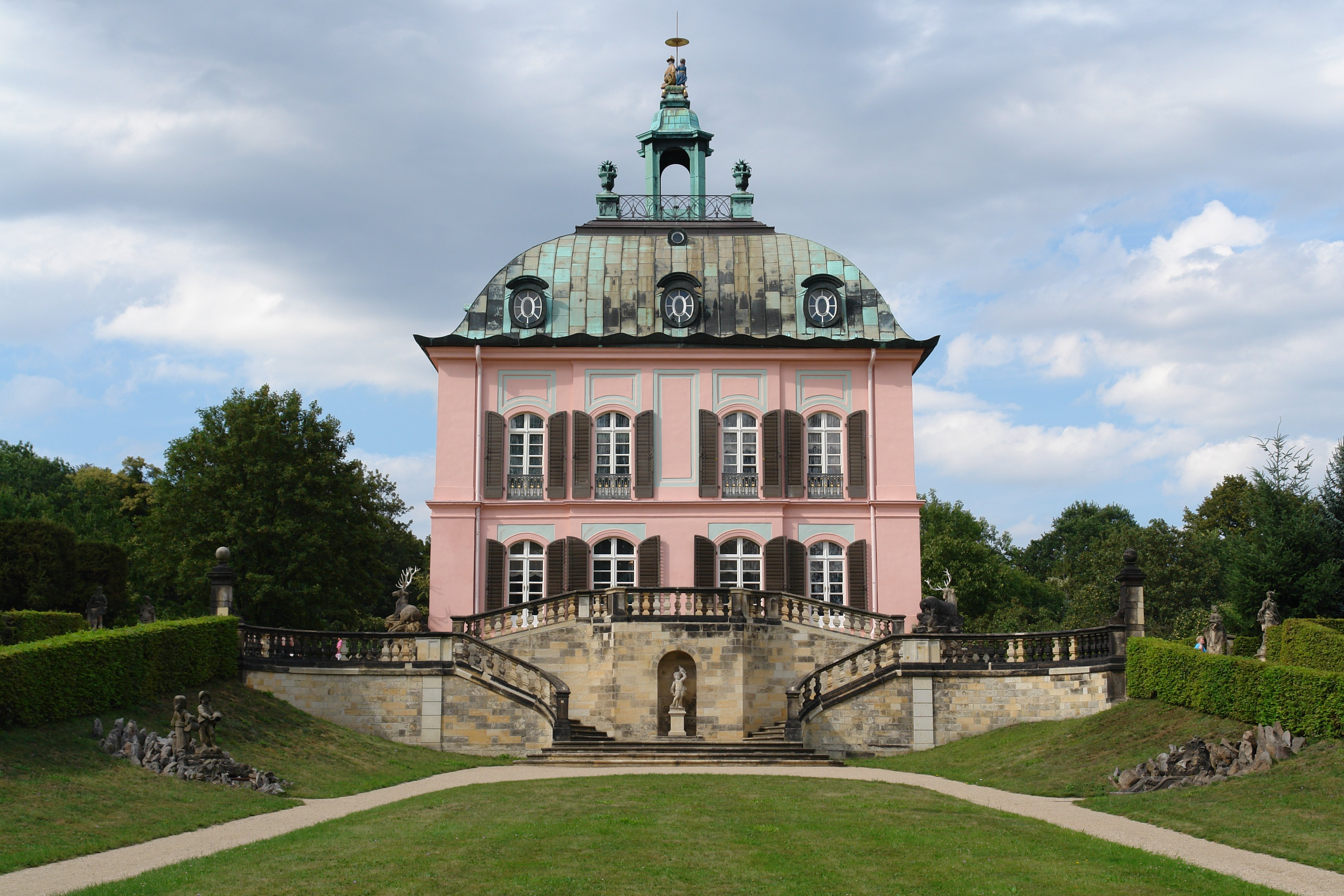
Südliche Fassade des Fasanenschlösschens

Das Fasanenschlösschen ist eine Schlossanlage in der Gemeinde Moritzburg bei Dresden, die im Auftrag des Fürstenhauses Wettin errichtet wurde. Es befindet sich in der 1728 angelegten Fasanerie des Schlossparks von Moritzburg und ist nach der dort betriebenen Fasanenzucht benannt. Das Schlösschen steht am Niederen Großteich Bärnsdorf; in seiner direkten Umgebung befinden sich Teiche und Wälder, Gärten und der ebenfalls im 18. Jahrhundert entstandene Leuchtturm Moritzburg. Das Gebäude ist durch eine Sichtachse visuell mit dem 1,9 Kilometer entfernten, westlich liegenden Schloss Moritzburg verbunden.

## Geschichte und Ausstattung
Das Fasanenschlösschen wurde im Stil des Rokoko mit barocken Architekturelementen mutmaßlich von dem Hofarchitekten Johann Daniel Schade und Johann Gottlieb Hauptmann zwischen 1769 und 1782 erbaut. Ein eingeschossiger Pavillon, der an gleicher Stelle bereits 1738–1739 errichtet worden war, wurde dazu aufgestockt und im chinoisen Stil umgebaut. Kurz danach ergänzte man die Anlage noch durch das Garnhaus, den Venusbrunnen, ein Wohnhaus für den Grafen Marcolini sowie eine maritime Anlage mit Hafen, Mole und Leuchtturm am Niederen Großteich Bärnsdorf. Die Gesamtanlage diente Kurfürst Friedrich August I. und seiner Familie als privater Rückzugsort.
Das Fasanenschlösschen ist ein quadratisch angelegtes Gebäude mit zwei Stockwerken. An der Süd- und Ostseite befinden sich barocke Treppenanlagen. Die zum Süden führende, etwas entferntere Treppe ist mit Putten gesäumt. Sie steht am oberen Ende einer Wasserachse im ausgedehnten Park, die zum Schloss Moritzburg hinweist. Die auf das Fasanenschlösschen zuführenden Wege sind von Sandsteinfiguren begleitet.
Das Innere ist als Landsitz mit allen erforderlichen Funktionsbereichen ausgestattet. Im Erdgeschoss lagen Arbeitskabinett, Wohnkabinett, Schlaf- und Toilettenzimmer sowie ein Vorzimmer. Eine Tee- und Kaffeeküche war hier ebenfalls untergebracht; die eigentliche Hofküche befand sich im Nachbarhaus. Das Obergeschoss beherbergt den Speisesaal, den größten Raum des Gebäudes. Im Dachgeschoss befanden sich Dienerkammern.
Genutzt wurde das Fasanenschlösschen von König Friedrich August I. von Sachsen als Sommerresidenz. Bis 1945 befand sich das Fasanenschlösschen im Besitz der Wettiner. Es wurde bis 1996 als ornithologische Außenstelle des Dresdner Tierkundemuseums genutzt.

## Gegenwart
Heute (2018) findet eine museale Nutzung durch Führungen in den Räumlichkeiten statt. Gezeigt werden Möbel, Tapeten und zeitgenössische Accessoires aus verschiedenen Epochen. Das daneben befindliche Hofküchengebäude beherbergt heute neben kleinen Sonderausstellungen im Sommer ein Café.
Die Fasanenzucht spielte in der Geschichte des gleichnamigen Schlösschens eine große Rolle. Schon vor der Zeit von August dem Starken befanden sich Fasane an dieser Stelle. Bis in das Jahr 1916 ist die Fasanenzucht durchgängig nachweisbar. Seit 2006 versucht die Fasanenzucht in den Spaliergärten an die früheren Erfolge anzuknüpfen.
Das Fasanenschlösschen ist eines von 24 Objekten des Staatsbetriebs Staatliche Schlösser, Burgen und Gärten Sachsen.

## Ansichten

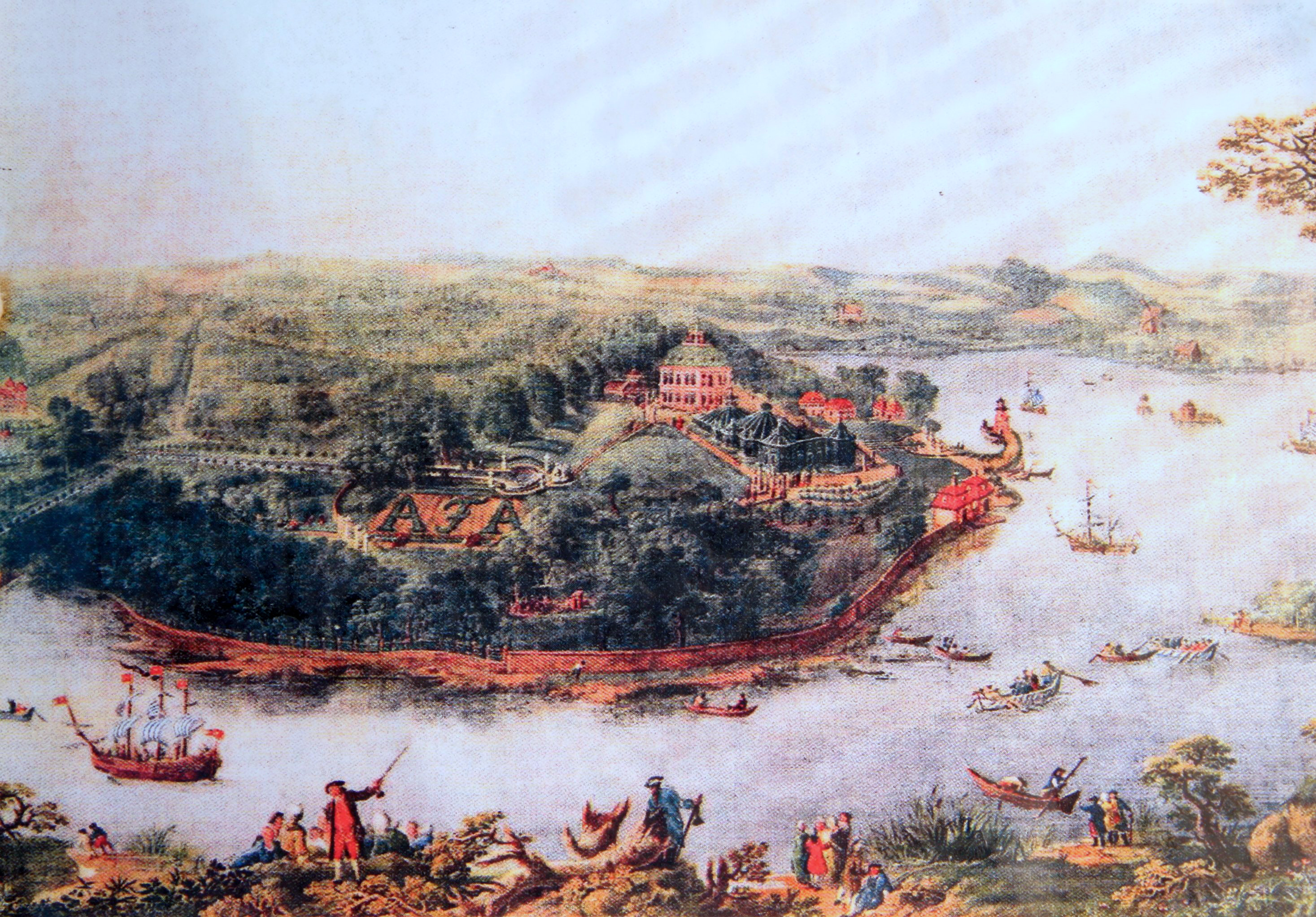
Fasanenschlösschen mit Fasanerie bei maritimen Spielen im Großteich, etwa 1790
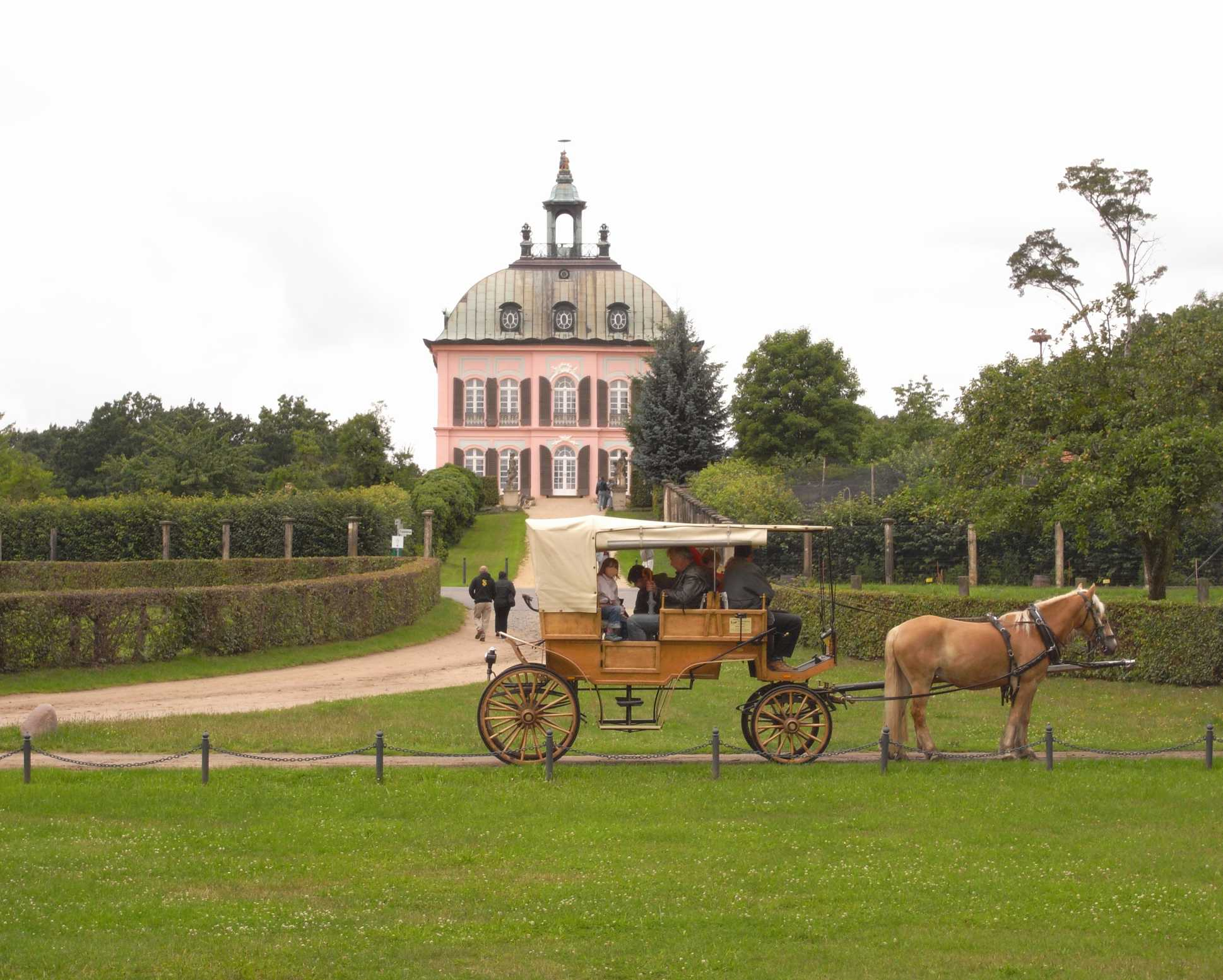
Nördliche Fassade
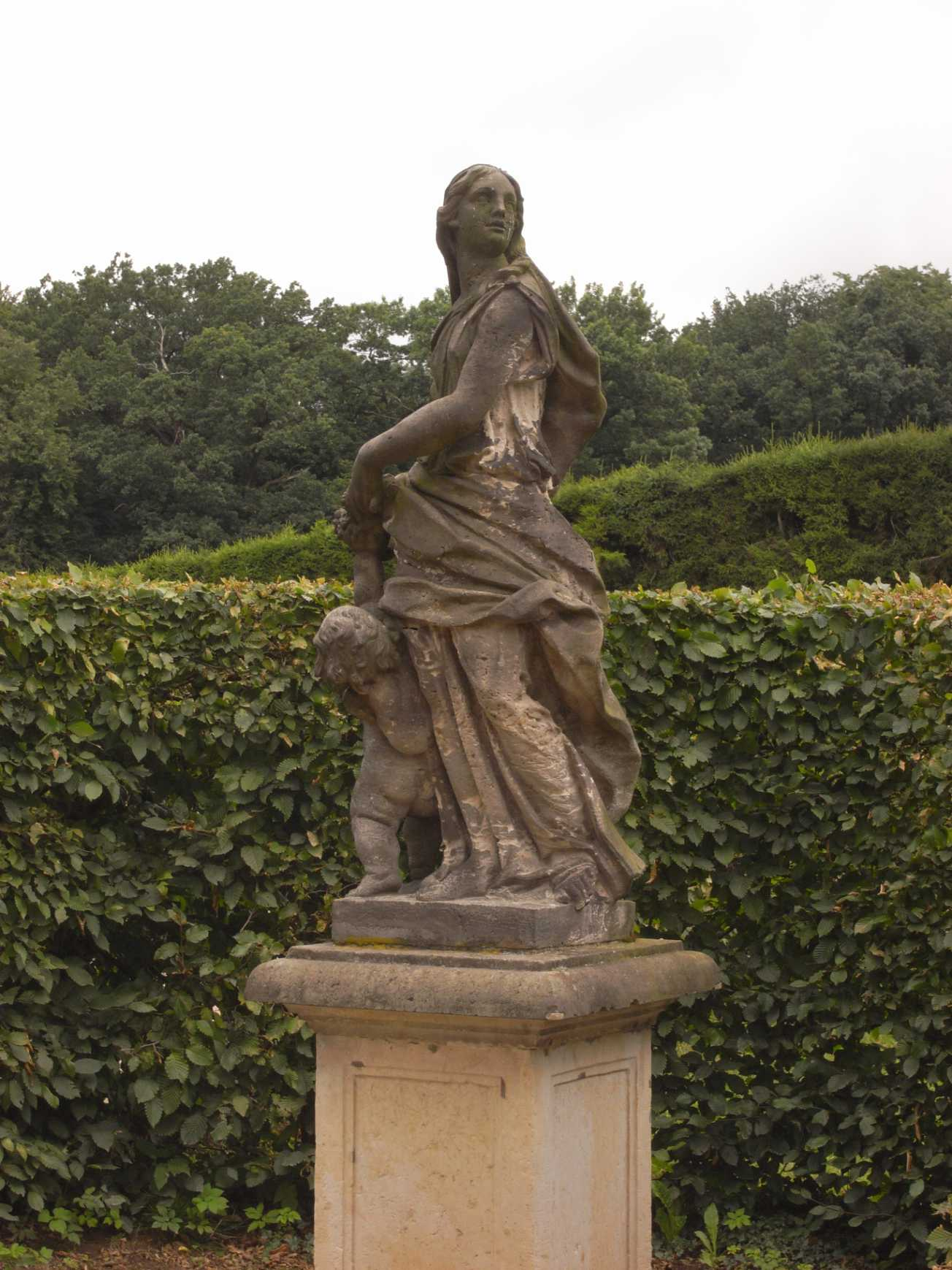
Sandsteinfigur am Fasanenschlösschen
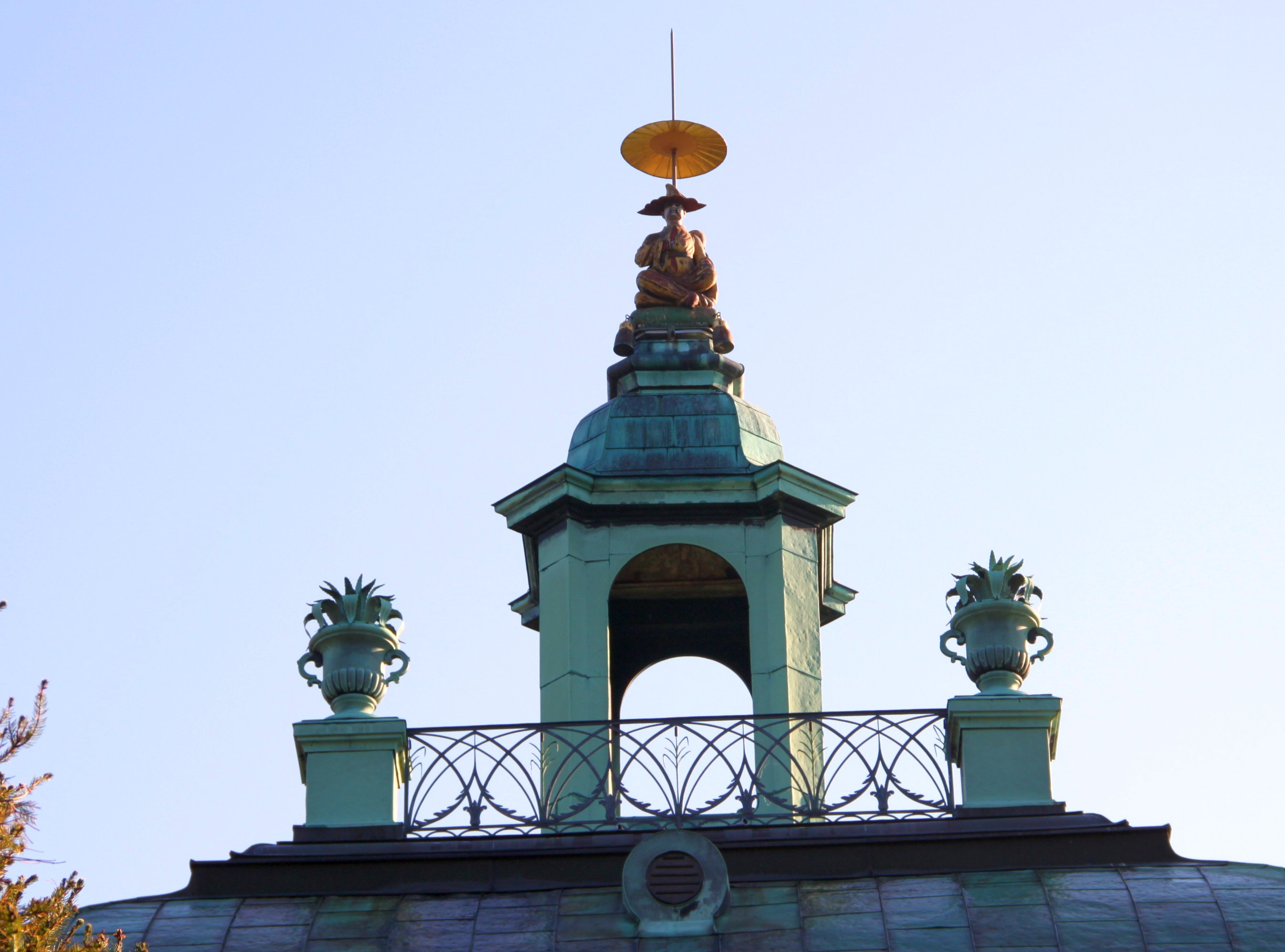
Dach mit bei Windeinwirkung nickendem Mandarin
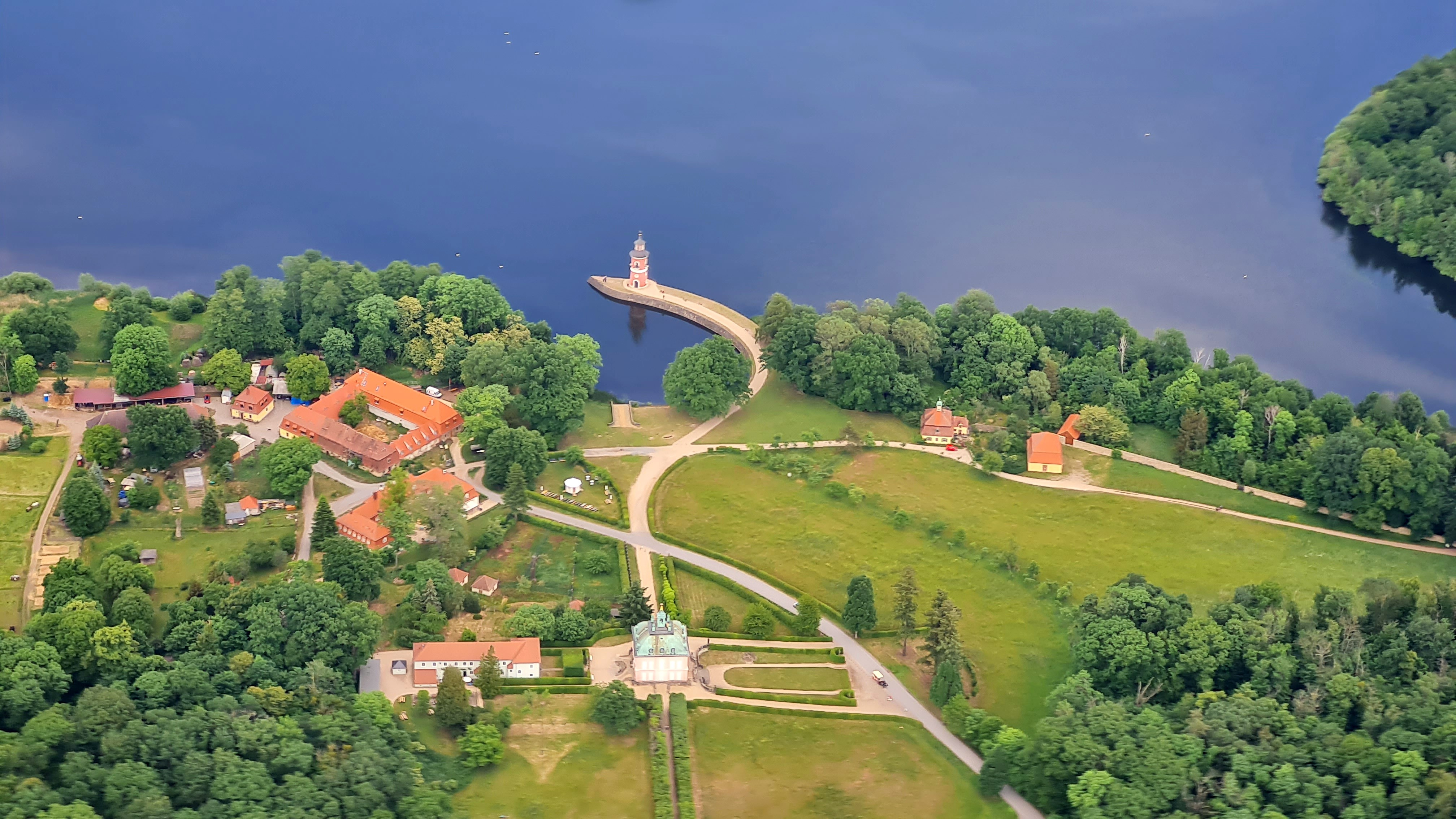
Luftbild des Fasanenschlösschens (vorn Mitte)